# Marcello Serra
Marcello Serra (Lanusei, 17 giugno 1913 – Cagliari, 24 agosto 1991) è stato un saggista, poeta e giornalista italiano.

## Biografia
A soli ventidue anni si laureò in Lettere a Cagliari, ma già negli anni universitari fondò e diresse la rivista letteraria Sud Est. Fu insegnante nelle scuole medie e collaboratore presso la sede Rai di Cagliari e del quotidiano L'Unione Sarda. In seguito fu anche incaricato di Letteratura italiana presso l'Università di Cagliari e di Letteratura poetica e drammatica al Conservatorio musicale della città.
Nel 1935 pubblicò Accordi, la sua prima raccolta di versi, e, nel 1945, Ora Umana, ancora un libro di poesie. Proprio per le sue poesie, nel 1946 gli venne assegnato il premio intitolato a Grazia Deledda. Negli anni cinquanta fondò e diresse alcuni periodici come Arcobaleno Sera e Sardegna Illustrata. Scrisse anche alcuni lavori teatrali e un romanzo.
Nel 1958 pubblicò la sua opera più importante, Sardegna, quasi un continente, un poderoso volume dell'editore Guido Fossataro di Cagliari (ristampato nel 1960 e rieditato nel 1970) ricco di fotografie tra cui le immagini a colori di Mario De Biasi. Nel 1961 il libro fu seguito da un documentario curato dallo stesso autore e con le musiche di Ennio Porrino, trasmesso il martedì sera in quattro puntate dall'allora unico canale televisivo. Nel 1989 l'opera fu poi riproposta, anche in edizione in lingua inglese, col titolo Sardegna quasi un continente: 30 anni dopo, un aggiornamento dello stesso autore, e con le fotografie di Chiara Samugheo.

## Opere
Tra i suoi lavori, oltre a varie altre pubblicazioni e originali guide su particolari aspetti della Sardegna, talvolta accompagnate da illustrazioni di fotografi e grafici di prestigio e tradotte in altre lingue europee, si ricordano in particolare:

### Poesie
- Accordi, Cagliari, Sud Est, 1936;
- Ora umana, Cagliari, Amici del Libro, 1945;
- Esule sul mare, Cagliari, Maga, 1989.

### Reportage
- Mal di Sardegna, Firenze, Vallecchi, 1955; 1963; 1971; Cagliari, Fossataro, 1977;
- Sardegna, quasi un continente, Cagliari, Fossataro, 1958; 1960; 1970;
- L'aurora sui graniti è rossoblù : Cagliari e la sua squadra nella cronaca di mezzo secolo, con tavole del pittore Peppino Boy, Cagliari, Fossataro, 1971;
- Il popolo dei nuraghi, Cagliari, Fossataro, 1965 (tradotto in tedesco col titolo Das Volk der Nuraghen[9]);
- Sardegna favolosa, Genova, SAGEP, 1966 (tradotto in inglese col titolo Magnificent Sardinia[10]);
- Sardegna quasi un continente: 30 anni dopo, Cagliari, Maga, 1989 (tradotto in inglese col titolo Sardinia almost a continent: 30 years later[11]).

### Teatro
- Efisio d'Elia, Cagliari, Carta, 1953;
- Eleonora la giudicessa, Cagliari, Fossataro, 1975.

### Romanzo
- Il continentale, Cagliari, ESA, 1979.

## Curiosità
Nel 1947 l'editore Nerbini di Firenze pubblicò un'edizione del Pinocchio di Collodi illustrato da Aurelio Galleppini, che allora viveva a Cagliari, con un adattamento al testo originale a cura di Marcello Serra. Ha pubblicato anche i racconti "Lo squalo della Sella del Diavolo" e "I Lupi della Malesia" all'interno delle strisce di Tex.